# Обеліск з острова Філи
Обеліск з острова Філи — пам'ятник давньоєгипетської культури. Він містить напис і є одним з двох обелісків зі священного для древніх єгиптян, через легенди про поховання там Осіріса, острова Філи посеред Нілу в Верхньому Єгипті.
Обеліски знайдено 1815 року й невдовзі їх купив англійський мандрівник єгиптолог Вільям Джон Бенкс, представник відомого аристократичного сімейства Бенксів з графства Дорсет, яке колись володіло в цьому графстві замком Корф. Замок знесено за рішенням англійського парламенту, оскільки його власники під час Громадянської війни в Англії 17 ст. стали на бік короля, і згодом сімейство влаштувалося поблизу від нього в маєтку Кінгстон-Лейсі. Саме в Кінгстон-Лейсі єгиптолог Бенкс у 19 столітті зібрав свою єгипетську колекцію предметів культури.
Бенкс помітив на обеліску два написи — один давньоєгипетською мовою записаний ієрогліфами, інший — давньогрецькою. Порівнявши два тексти, які загалом не були взаємними перекладами, Бенкс серед ієрогліфів ідентифікував імена Птолемей і Клеопатра. Згодом це підтвердили дослідники Томас Юнг і Жан-Франсуа Шампольйон, й пізніше обеліск з написами допоміг Шампольйону розшифрувати давньоєгипетську писемність.

## Напис на обеліску
Напис (118—117 до н. е.) містить прохання жерців храму Ісіди на острові Філи знизити тягар витрат на церемоніальні прийоми військових, який накладався на них, і прихильну відповідь на це прохання з боку Птолемея VIII Евергета II і двох його цариць, Клеопатри II і Клеопатри III.

## Подальша історія та сучасний стан обеліска
Гід Джованні Фінаті показав пам'ятник Бенксу. Фінаті написав про це у своїх записках. Бенкс виявив грецький напис завдовжки приблизно 20 рядків, прихований до того під поверхнею землі на яке лежало неподалік п'єдесталі від, очевидно, що впав колись обеліска.
Обеліск куплений Бенксом в 1820-х роках, вивезений за його дорученням з Єгипту за допомогою знаменитого мандрівника і інженера-гідротехніка Джованні Бельцоні і розміщений в саду маєтку Кінгстон-Лейсі, що належав Бенксу який, подібно до багатьох колишніх шляхетських садиб Англії, викупив і зробив доступним для публіки Національний фонд об'єктів історичного інтересу або природної краси.
Через багатотонну вагу обеліска його транспортування становило значні технічні труднощі і ледь не закінчилося катастрофою. Через багатотонну вагу обеліска, в перший приїзд Бенкса вивезення монумента взагалі виявилося неможливим через відсутність належного спорядження; це вдалося зробити лише під час його другої поїздки до Єгипту в 1818—1819 роках в супроводі Бельцоні, який раніше працював цирковим силачем, а потім став інженером-гідротехніком. Влаштований Бельцоні для завантаження монумента тимчасовий причал звалився у воду під вагою моноліту, який також занурився у воду. Потім, з невеликим збитком для каменю, його вдалося спустити на баржі по водоспаду вниз за течією Нілу. 1821 року обеліск прибув до Англії, і герцог Веллінгтон запропонував транспортувати його до Кінгстон-Лейсі на гарматному лафеті. П'єдестал, розкопаний пізніше, також викликав труднощі з транспортуванням через свою велику масу. Його доставили на найближчий низький материковий берег, де він пролежав два роки, хоч його могло змити під час розливу Нілу, поки вирішувалося, як його доставити. В підсумку було вирішено везти його волоком по суші в обхід річкових порогів. Останній фрагмент комплексу привезли з Єгипту лише 1829 року. Найважчий камінь важив майже 11 тонн, і його тягнули 19 коней. Для лагодження пошкоджених фрагментів використовували лівійський граніт з руїн великого давньоримського міста Лептіс-Магна, подарований Бенксу для цієї мети британським королем Георгом IV.
Місце для установки обеліска на південь від будинку вибрав герцог Веллінгтон. 1827 року він заклав камінь у фундамент обеліска; зведення споруди тривало до 1839 року. Історія пам'ятника і його переміщень міститься в написі на ньому англійською мовою.
У 2010-х роках проводилися дослідження стану обеліска і написів на ньому з використанням новітніх методик. Оксфордські вчені сподіваються краще розібрати грецький напис який читався нечітко, а також упевнитися, що на старій літографії єгипетські ієрогліфи відтворені з обеліска правильно. Для цього написи фотографуються під різними кутами, що дозволить усунути спотворення зображень рельєфних знаків їх тінями (рефлективна трансформаційна візуалізація).

## Обеліск та проєкт «Розетта»
Європейські засоби масової інформації підігріли інтерес до давньоєгипетської спадщини і, зокрема, спадщини острова Філи, у зв'язку з проведенням дослідного космічного польоту в рамках проекту Європейського космічного агентства «Розетта» до комети Чурюмова-Герасименко з посадкою 12 листопада 2014 року на ядро комети космічного апарата «Філи», названого на честь острова. Весь проект також названо на честь важливого європейського відкриття в галузі давньоєгипетської культури, а один з лабораторних модулів названо «Птолемей».